# Шахерезада
Шахереза́да (Шехереза́да, Шехрезада, Шихираза́да, Шахраза́да; перс. شهرزاد‎) — главная героиня обрамления сказочного цикла «Тысяча и одна ночь», начинающегося «Рассказом о царе Шахрияре и его брате» и заканчивающегося «Рассказом о царе Шахрияре и Шахерезаде».

## Образ в обрамлении сборника
Одно из первых письменных упоминаний персонажа зафиксировано в конце X века в каталоге (индексе) Ибн ан-Надима «Китаб аль-фихрист».
Шахерезада — старшая дочь царского визиря, девушка редкой красоты и недюжинного ума, вызвавшаяся освободить народ от последствий неудачного брака царя Шахрияра: узнав об измене жены брата, пережив измену жены и встретив ещё более неверную женщину, чем их с братом жёны, царь уверился в порочности женщин. Но поскольку Шахрияр нуждался в женщинах для секса, он каждую ночь овладевал невинной девушкой, а наутро её казнил.
Напросившись в царскую опочивальню в качестве очередной жены-жертвы, Шахерезада применила всё своё красноречие, каждую ночь до утра рассказывая царю сказки. При этом восход солнца прерывал повествование на самом интересном месте, и Шахрияр давал Шахерезаде отсрочку до следующей ночи, желая услышать окончание сказки. Однако хитроумная Шахерезада, закончив рассказывать одну сказку, сразу же начинала следующую, которую вновь не успевала рассказать до восхода. Таким образом она рассказывала истории тысячу и одну ночь, пока наконец её запас сказок не иссяк. За это время она родила Шахрияру трёх сыновей. Шахерезада попросила царя помиловать её, на что тот ответил, что давно её простил и пересмотрел своё решение. Шахрияр женился на ней, прекратив массовое истребление женщин.
В честь Шахерезады назван астероид (643) Шахерезада, открытый 8 сентября 1907 года немецким астрономом Августом Копффом в Гейдельбергской обсерватории.